# Jubulineae
Jubulineae, podred jetrenjarki, dio reda Porellales. Sastoji se od tri porodice sa 79 rodova i 2 587 priznatih vrsta.
Podred je opisan 1909.

## Porodice
1. Frullaniaceae Lorch
2. Jubulaceae H. Klinggr.
3. Lejeuneaceae Rostovzev